# Tituly a vyznamenání Karla XVI. Gustava

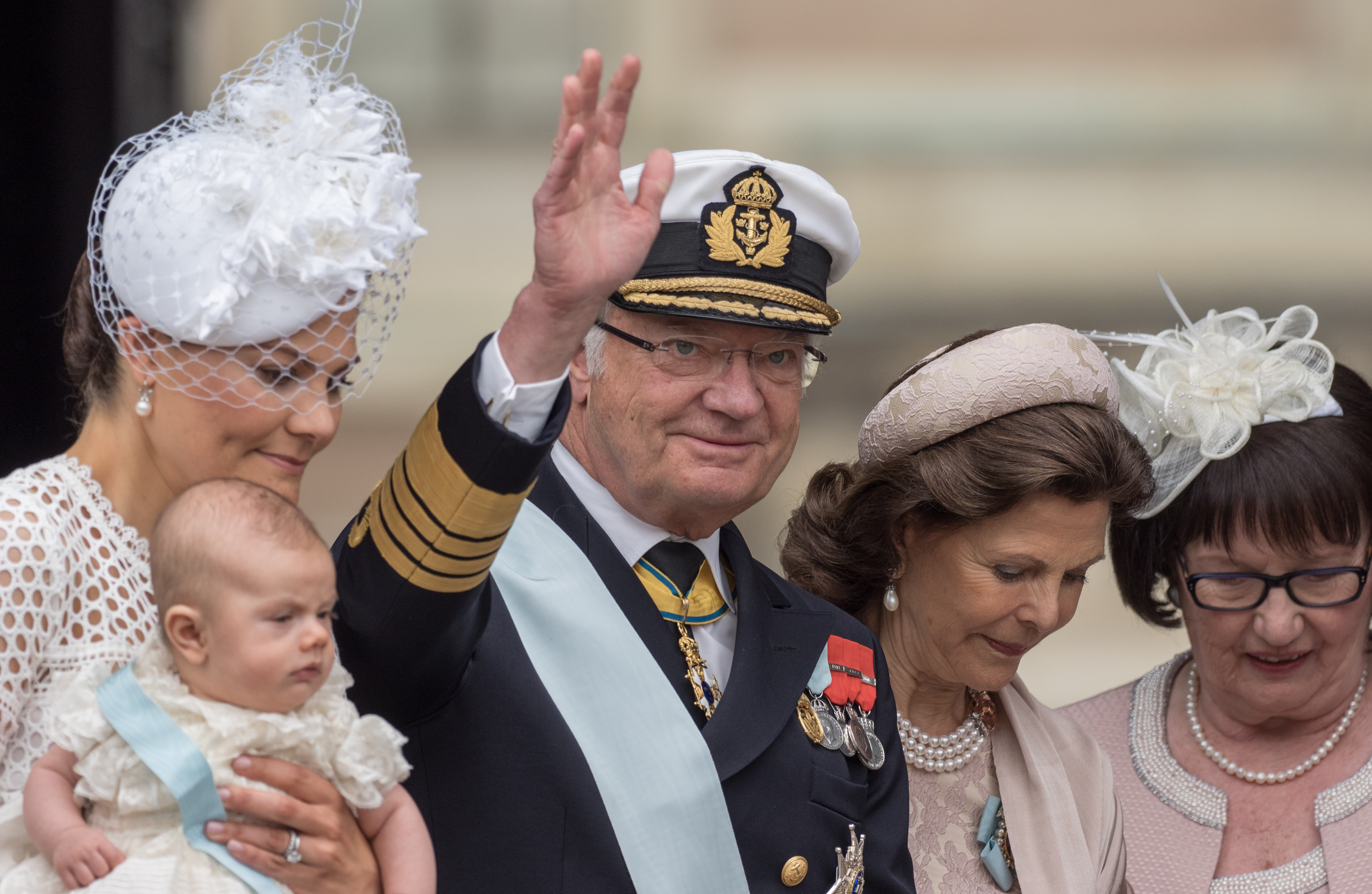
Král Karel XVI. Gustav v uniformě s Řádem meče kolem krku, šerpou Řádu Serafínů a dalšími vyznamenáními

Švédský král Karel XVI. Gustav obdržel řadu titulů a vyznamenání jak před svým nástupem na trůn, tak během své vlády.

## Tituly
- 30. dubna 1946 – 7. června 1946: Jeho královská Výsost princ Karel Gustav Švédský
- 7. června 1946 – 29. října 1950: Jeho královská Výsost prince Karel Gustav Švédský, vévoda jämtlandský
- 29. října 1950 – 15. září 1973: Jeho královská Výsost korunní princ švédský, vévoda jämtlandský
- 15. září 1973 – dosud: Jeho Veličenstvo král švédský

Posledním králem, který používal přízvisko Z boží milosti král Švédů, Götů/Géatů a Wendů (švédsky: med Guds Nåde Sveriges, Götes och Wendes Konung, latinsky: Dei Gratia Suecorum, Gothorum et Vandalorum Rex) byl král Gustav VI. Adolf. Tento titul byl tradičně užíván od založení dědičné monarchie v roce 1544. Král Karel XVI. Gustav místo tohoto tradičního označení zvolil jednoduchý titul Král Švédů (švédsky: Sveriges Konung), čímž přerušil staletou tradici.

### Královské jméno
V 16. století arcibiskup Johannes Magnus ve snaze dokázat starobylost švédského trůnu, vytvořil mytickou linii švédských králů, která začínala Magogem, synem Jáfeta. Na základě tohoto seznamu panovníků přijal král Karel pořadové číslo IX. V souladu s touto tradicí se Karel Gustav po nástupu na trůn prohlásil Karlem XVI. Gustavem, i když je teprve desátým švédským panovníkem s křestním jménem Karel.

Erb Karla Gustava užívaný od roku 1950 do jeho nástupu na trůn
Erb Karla XVI. Gustava po nástupu na švédský trůn
Královský monogram Karla XVI. Gustava

## Vojenské hodnosti
- čestný admirál Britského královského námořnictva – 25. června 1975[3]

## Vyznamenání

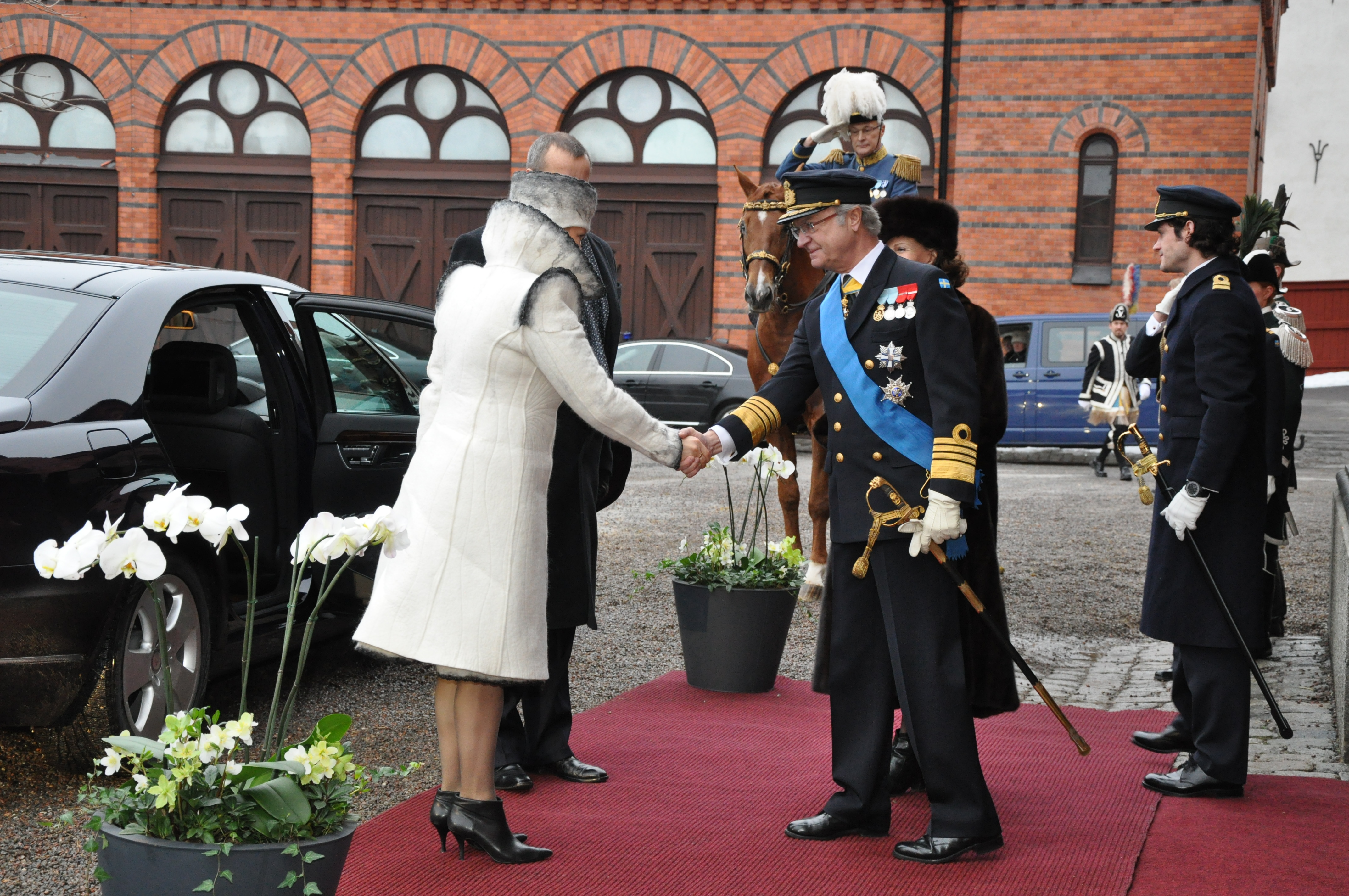
Karel XVI. Gustav v uniformě s vyznamenáními

### Švédská vyznamenání

Erb Karla XVI. Gustava jakožto rytíře Řádu Serafínů

- od narození rytíř a od roku 1973 velmistr Řádu Serafínů [4][5]
- komtur velkokříže a od roku 1973 velmistr Řádu polární hvězdy[4][5]
- od narození komtur velkokříže a od roku 1973 velmistr Řádu meče[4][5]
- komtur velkokříže a od roku 1973 velmistr Řádu Vasova[4][5]
- od narození rytíř a od roku 1973 velmistr Řádu Karla XIII.[4][5]

- Pamětní medaile k 90. narozeninám Gustava V. – 21. května 1948
- Pamětní medaile k 85. narozeninám Gustava VI. Adolfa – 11. listopadu 1967

### Zahraniční vyznamenání
- Argentina
  -  velkokříž s řetězem Řádu osvoboditele generála San Martína[6][7]
- Belgie
  -  velkokříž Řádu Leopolda – 1977[6]
- Brazílie
  -  velkokříž s řetězem Řádu Jižního kříže – 23. dubna 1984[6][8]
- Brunej
  -  Královský rodinný řád koruny Bruneje – 7. února 2004[6]
- Bulharsko
  -  velkokříž Řádu Stará planina – 9. listopadu 2000[6]
- Dánsko
  -  rytíř Řádu slona – 12. ledna 1965[6][9]
  -  velkokomtur Řádu Dannebrog – 10. dubna 1975[6][9]
  - Medaile stříbrného výročí královny Markéty II. a prince Henrika
- Egypt
  -  řetěz Řádu Nilu[6]
- Estonsko
  -  Řád kříže země Panny Marie I. třídy s řetězem – 8. září 1995[6][10]
  -  Řád bílé hvězdy I. třídy s řetězem – 12. ledna 2011[6][11]
- Finsko
  -  velkokříž s řetězem Řádu bílé růže – 1974[6][12]
- Francie
  -  velkokříž Řádu čestné legie[6]
- Chile
  -  velkokříž s řetězem Řádu za zásluhy – 2. prosince 1996[6]
- Chorvatsko
  -  Velký řád krále Tomislava – 8. dubna 2013 – udělil prezident Ivo Josipović za výjimečné zásluhy o podporu přátelství a rozvoj vzájemné spolupráce v oblasti politické, hospodářské a kulturní mezi Chorvatskem a Švédskem a za podporu míru, demokracie a mezinárodní stability a spolupráce ve světě dodržujíc tak Chartu OSN a mezinárodní právo[13]
- Indonésie
  -  Řád hvězdy Indonéské republiky I. třídy – 22. května 2017[6][14]
- Írán
  -  Pamětní medaile 2500. výročí založení Perské říše – 14. října 1971[15]
- Island
  -  velkokříž s řetězem Řádu islandského sokola – 10. června 1975[6][16]
- Itálie
  -  velkokříž s řetězem Řádu zásluh o Italskou republiku – 8. dubna 1991[6][17]
- Japonsko
  -  velkokříž s řetězem Řádu chryzantémy[6]
- Jižní Afrika
  -  velkokříž Řádu dobré naděje – 1997[6][18]
- Jižní Korea
  -  Velký řád Mugunghwa – 30. května 2012[6]
- Jordánsko
  -  řetěz Řádu al-Husajna bin Alího – 1989[6]
- Jugoslávie
  -  Řád jugoslávské hvězdy[6]
- Litva
  -  velkokříž Řádu Vitolda Velikého – 21. listopadu 1995[19]
  -  velkokříž Řádu Vitolda Velikého se zlatým řetězem – 5. října 2015[6][19]
- Lotyšsko
  -  velkokříž s řetězem Řádu tří hvězd – 25. září 1995[6][20]
  -  velkokříž Viestardova řádu – 24. března 2014 – udělil prezident Andris Bērziņš[21]
- Lucembursko
  -  rytíř Nasavského domácího řádu zlatého lva – 1983[6][22]
- Maďarsko
  -  velkokříž s řetězem Záslužného řádu Maďarské republiky – 1996[6]
- Malajsie
  -  velkokříž s řetězem Řádu říšské koruny – 12. března 1996[6]
- Mexiko
  -  řádový řetěz Řádu aztéckého orla – 22. května 1980[6]
- Německo
  -  velkokříž speciální třídy Záslužného řádu Spolkové republiky Německo[6]
- Nizozemsko
  -  velkokříž Řádu nizozemského lva – 1976[6]
  -  velkokříž Domácího oranžského řádu
  -  Řád zlaté archy I. třídy[6]
- Norsko
  -  velkokříž s řetězem Řádu svatého Olafa – 1974[6]
  -  Jubilejní medaile krále Haralda V. 1991–2016 – 17. ledna 2016[23]
  -  Jubilejní medaile krále Olafa V. 1957–1982 – 21. září 1982
  -  Medaile 100. výročí narození krále Haakona VII. – 3. srpna 1972
  -  Pamětní medaile krále Haakona VII. – 1. října 1957
- Polsko
  -  rytíř Řádu bílé orlice – 16. září 1993 – udělil prezident Lech Wałęsa za významný přínos rozvoji přátelského vztahu mezi Polskem a Švédskem[6][24]
- Portugalsko
  -  velkokříž s řetězem Řádu svatého Jakuba od meče – 13. ledna 1987[6][25]
  -  velkokříž s řetězem Řádu prince Jindřicha – 2. května 2008[6][25]
- Rakousko
  -  velkohvězda Čestného odznaku Za zásluhy o Rakouskou republiku – 1976[6][26]
- Rumunsko
  -  velkokříž s řetězem Řádu rumunské hvězdy – 2003[6][27]
- Řecko
  -  velkokříž Řádu Spasitele – 1964[6]
- Saúdská Arábie
  -  řetěz Řádu krále Abd al-Azíze[6]
- Slovensko
  -  Řád bílého dvojkříže I. třídy – 3. dubna 2002 – udělil prezident Rudolf Schuster[6][28][29]
- Slovinsko
  -  Řád za mimořádné zásluhy – 10. června 2004 – za zásluhy o rozvoj a posílení přátelských mezistátních vztahů mezi Slovinskem a Švédskem[6][30]
- Spojené království
  -  963. rytíř Podvazkového řádu – 25. května 1983[6]
  -  Královský Viktoriin řetěz – 8. července 1975[6][31]
- Španělsko
  -  1183. rytíř Řádu zlatého rouna – 22. března 1983 – udělil král Juan Carlos I.[6][32][33]
  -  velkokříž s řetězem Řádu Karla III. – 15. října 1979 – udělil král Juan Carlos I.[6][34]
- Thajsko
  -  řetěz Řádu Rajamitrabhorn – 23. února 2003[6][35]
- Tunisko
  -  velkostuha Řádu republiky – 4. listopadu 2015
- Turecko
  -  Řád Turecké republiky – 2013 – udělil prezident Abdullah Gül[6][36]
- Ukrajina
  -  Řád svobody – 29. září 2008 – udělil prezident Viktor Juščenko za vynikající osobní přínos v rozvoji ukrajinsko-švédských vztahů a podporu ideálů svobody a demokracie[6][37]
  -  Řád knížete Jaroslava Moudrého I. třídy – 19. března 1999 – udělil prezident Leonid Kučma za vynikající státnickou a politickou činnost a posílení spolupráce mezi národy[38]
  -  Řád za zásluhy I. třídy[6]
- Vatikán
  -  velkokříž s řetězem Řádu Pia IX.[6]

### Dynastická vyznamenání
- Sasko-kobursko-gothajská dynastie
  -  velkokříž Vévodského sasko-ernestinského domácího řádu‏‎[6]

### Nestátní ocenění
- Bronzový vlk – Světová organizace skautského hnutí, 1982[39]
- Cena Zlatého bažanta – Asociace skautů Japonska, 1980

## Patronáty
- Přátelé Národního muzea
- Přátelé Švédského přírodopisného muzea
- Královská vědecká společnost v Uppsle
- Švédská akademie
- Švédská hudební akademie
- Královská švédská akademie věd
- Švédská turistická společnost
- Scouterna
- Švédský Červený kříž
- Lions Clubs International
- Rotary International
- Světový fond na ochranu přírody